# بافلينكو أناتولي فيدوروفيتش
بافلينكو أناتولي فيدوروفيتش (بالأوكرانية: Павленко Анатолій Федорович)‏ (و. 1940 – 2016 م) هو عالم اقتصاد من الاتحاد السوفيتي. ولد في فلاديفوستوك.
توفي عن عمر يناهز 76 عاماً.

## جوائز
حصل على جوائز منها:
- الجائزة الحكومية الأوكرانية في العلوم والتقانة [الإنجليزية]‏
- الدبلوم الفخري من مجلس وزراء أوكرانيا [الإنجليزية]‏.